# Антон Бозовски
Антон Д. Бозовски e български общественик, революционер и политик.

## Биография
Роден е в родопското село Широка лъка на 9 март 1857 година в бедно семейство. От Димитровден 1865 г. до Костадиновден 1877 г. работи като калджия – бърка калов разтвор за дюлгери. При избухването на Руско-турската война от Широка лъка са реквизирани 300 коня и мобилизирани 100 мъже за коняри, сред които е и Бозовски, който служи в тила на турската армия и стига до чин баш чауш (фелдфебел).
След Освобождението служи в 3 рота на 21 Пловдивска дружина. На 18 юли 1882 г. се жени за Иванка Тинкова от Добралък. На 1 януари 1885 година в дома на Иван Чичовски в Чепеларе е създаден Таен рупчоски родолюбив комитет - в състава му влизат председател Христо Господинов, подпредседател Иван Чичовски, военен организатор Антон Бозовски, деловодител Горчо Мерджанов и заместника Васил Дечов, Гочо Митов, които развиват активна дейност през месеците юни, юли и август на 1885 година. Целите на комитета според устава са да помага за освобождението на Македония, да помага за съединението на южна със Северна България, да следи и научава какво става зад граница, да следи и проверява какво вършат турците чиновници в Рупчос и да сплашва и наказва ония турци, които са против Съединението. Печатът на комитета е с надпис „Рупчоски родолюбив комитет“, а в средата е щампован петел с разкъсани вериги на краката си Комитетът влизе във връзка с пловдивския комитет и полага клетва през май в храма „Свети Атанас“ в Чепеларе, в присъствие на Андрей Ляпчев.
В 1901 година е избран за депутат от Рупчоска околия в XI обикновено народно събрание. Бозовски пише за народните представители.
| „ | Имаше народни представители хора почтени и честни, но те бяха малко… Във висшето общество особено силно е желанието в кратко време да се забогати и се предаде на разкош и покварен живот, друго нищо не се забелязва; особено в тия, които се занимават с политика и фразеология. Честността, моралът, добросъвестността и патриотизмът са запазени в най-голям процент у господата офицери, съдии, по-старите държавни чиновници и у учителите. | “ |

В 1902 година Бозовски заедно със Стамо Урумов пази парите от откупа за Мис Стоун.